# Csehország budapesti nagykövetsége
Csehország budapesti nagykövetsége (csehül: Velvyslanectví České republiky v Budapešti) Magyarország és Csehország kapcsolatainak kiemelt intézménye. A képviselet 1993. január 1-jén, Csehszlovákia szétválását követően vált cseh misszióvá, korábban Csehszlovákia budapesti nagykövetségeként működött. Az intézmény Budapest VI. kerületében, a Rózsa utca 61. szám alatt található, a konzuli hivatal ugyanannak az épületnek az oldalbejáratánál, a Szegfű utca 4.-ben van.

## Történelmi előzmények
Az Osztrák–Magyar Monarchia 1918-as szétbomlása után jött létre Csehszlovákia. 1939-ig állt fenn ez az államalakulat, ekkor a cseh területeket, a Szudétavidéket, valamint Morvaországot Németország megszállta és Cseh–Morva Protektorátus néven a Harmadik Birodalomhoz csatolta. A fennmaradó területekből Felvidék Magyarországhoz került, létrejött a Tiso-féle első Szlovák Köztársaság, valamint egy rész Lengyelországhoz került. A második világháborút követően szövetségi köztársaságként ismét létrejött Csehszlovákia, mely 1992 utolsó napjáig maradt együtt: ekkor bomlott fel Cseh és Szlovák Köztársaságra.

## A nagykövetség épülete

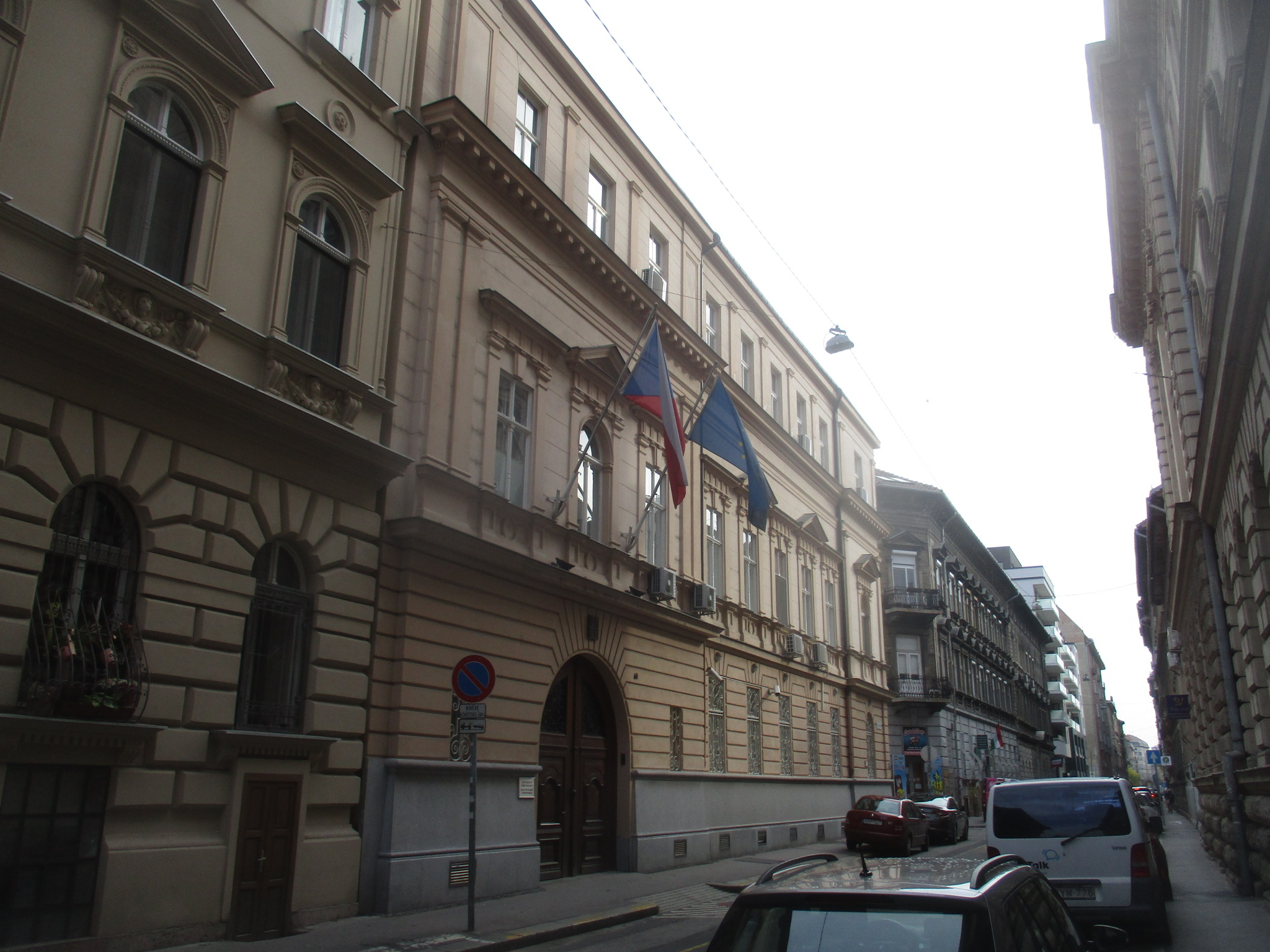
Baloldalon a cseh nagykövetség

A Rózsa utcai ingatlan a közintézménnyé válása óta cseh, vagy csehszlovák érdekeket szolgált, 1922-ben meg is vásárolták. Bár 1945 után visszakapták az ingatlant, a követség legfeljebb néhány hónapig működhetett itt, mert újranyitásának dátuma 1947. szeptember 17., de az 1948 márciusi telefonkönyvben már a Stefánia (akkor: Vorosilov, majd Népstadion) út 22-24. szám alatt szerepelt,  a Rózsa utcában a konzulátus és a kereskedelmi kirendeltség maradt. 1954. január 18-án nagykövetségi szintre emelték a képviseletet. Csehszlovákia rendszerváltás utáni szétválás során az volt a megállapodás, hogy ahol cseh nemzetiségű a nagykövet, ott az ingatlan Csehországé lesz, ahol szlovák diplomata szolgál, ott az épület is Szlovák tulajdonba kerül. Mivel Rudolf Chmel akkori csehszlovák nagykövet szlovák nemzetiségű volt, így a Stefánia úti ingatlan került szlovák, a Rózsa utcai épület pedig cseh tulajdonba.

## Nagykövetek
- 1993–1994 Michal Černý ügyvivő
- 1994–1998 Richard Pražák(wd) nagykövet
- 1998–2002 Rudolf Jindrák(wd) nagykövet
- 2002–2006 Hana Hubáčková(wd) nagykövet
- 2006–2010 Jaromír Plíšek(wd) nagykövet
- 2010–2014 Helena Bambasová(wd) nagykövet
- 2014–2019 Juraj Chmiel nagykövet